# R.M. Shankara
Ramnagar Manikyam Shankara, mest känd som R.M. Shankara, från Karnataka, Indien, är dubbel världsmästare i Carrom. Han är även flerfaldig mästare i Indiens nationella stora tävlingar. 

## Titlar
- Vinnare av Karnatka State Carrom Championship 2000
- Vinnare av Senior National 2000 (Jalandhar)[1]
- Vinnare av Senior National 2003 (Bangalore)[1]
- Vinnare av Världsmästerskapen 2000
- Malaysian Open International 2000
- 2:a US open 2003
- ICF-cupen 2003
- SAARC championship 2003
- Indo - srilanka test 2002 & 04
- 2:a : world cup 2001
- Saarc championship 2003